# فوسان
فوسان (انگلیسی: Fosun) شرکت خوشه‌ای چینی است، که در زمینه مدیریت سرمایه‌گذاری، مدیریت دارایی، ارائه خدمات بانکداری و بازرگانی، همچنین تولید و توزیع پوشاک و کالای لوکس فعالیت می‌نماید.
شرکت فوسان در سال ۱۹۹۲ توسط گاو گوانگچانگ راه‌اندازی شد. دفتر مرکزی این شرکت در شهر شانگهای، چین قرار دارد و بخشی از سهام آن در بازار بورس اوراق بهادار هنگ کنگ معامله می‌شود.